# Айбецу

43°54′24″ пн. ш. 142°34′41″ сх. д. / 43.90667° пн. ш. 142.57806° сх. д.
Айбе́цу (яп. 愛別町, あいべつちょう, МФА: [ai̯bet͡su̥ t͡ɕoː]) — містечко в Японії, в повіті Камікава округу Камікава префектури Хоккайдо. Станом на 1 жовтня 2008 року площа містечка становила 249,71 км². Станом на 31 березня 2017 населення містечка становило 2960 осіб.